# Hadugato di Sassonia
Hadugato, anche noto come Hadugoto, Hatugato o Hathagat (fl. 531), fu uno dei primi capi sassoni, considerato un padre fondatore a partire dal X secolo.
Nel 531 guidò i sassoni alla vittoria contro i Turingi nella battaglia di Burgscheidungen, «una vittoria leggendaria e così grande che [Hadugato] apparve ai [successivi] sassoni come un'epifania della divinità stessa». La Chronica ducum de Brunswick registra che nel ducato di Brunswick nel XVI secolo fu ancora osservata una settimana commemorativa dopo festa di San Michele (29 settembre) per celebrare la vittoria sassone sui Turingi.

## Battaglia di Burgscheidungen
La prima fonte a citare Hadugato è la Translatio sancti Alexandri di Rodolfo di Fulda. Questa opera fu iniziata nell'863 e completata dopo la morte di Rodolfo nell'865 da un monaco di nome Meginhart. Il racconto nella Translatio è ripetuto quasi alla lettera negli Atti dei vescovi della Chiesa di Amburgo di Adamo di Brema, scritti tra il 1073 e il 1076. Secondo questo racconto, i sassoni arrivarono nella regione di Hadeln (Haduloha), giunti via mare dalla Gran Bretagna, durante la guerra tra Ermanafrido, re dei Turingi, e Teodorico I, re dei Franchi. Quest'ultimo, «la cui speranza di conquista era ai minimi, inviò messaggeri ai Sassoni, il cui capo [dux, duca] era Hadugato [...] promettendo loro un posto in cui stabilirsi in caso di vittoria». I sassoni combatterono «come se fossero in gioco la loro stessa libertà e quella del loro paese», e Teodorico mantenne la sua promessa.
Il racconto più esteso riguardo Hadugato si trova nelle Res Gestae Saxonicae di Vitichindo di Corvey, completato intorno al 967. Il resoconto di Vitichindo appare anche in una stretta parafrasi nella cronaca mondiale di Frutolf di Michelsberg († 1103). In questa versione i sassoni, come alleati dei Franchi, sconfiggono i Turingi sotto le mura di Scithingi (Burgscheidungen) sul fiume Unstrut. Il loro leader non è nominato in questo caso. Dopo la battaglia, Ermanafrido si offre di fare la pace e di unirsi a Teodorico per scacciare i suoi alleati sassoni. Quando questa proposta giunse alle orecchie dei Sassoni, si tenne un consiglio in cui «uno dei soldati veterani, di nome Hathagat, già anziano, ma che ancora godeva di una vigorosa vecchiaia, che per merito delle sue buone virtù era detto padre dei padri [pater patrum]», tenne un discorso dopo aver preso lo «un'insegna, che presso di loro era considerata sacra, decorata con l'immagine di un leone e un drago e un'aquila che volava sopra di loro». Secondo Vitichindo, egli esortò i sassoni ad attaccare gli ignari Turingi, proponendosi come loro capo. Durante la notte, scalarono le mura di Scithingi, massacrarono gli uomini della Turingia e costrinsero Ermanafrido e la sua corte a fuggire.
I sassoni pagani stabilirono quindi un altare della vittoria e celebrarono dei riti ai propri dei per tre giorni. Essi persino «innalzano al cielo con le lodi il comandante, proclamando che v'è un animo divino e un valore celeste in colui che con la sua determinazione li ha condotti a ottenere una così grande vittoria». Tutto ciò ha avuto luogo, dice Vitichindo, «come tramanda la memoria degli antenati, nel giorno delle Calende di ottobre», vale a dire il primo ottobre.

## Significato pagano?
Lo storico tedesco Karl Hauck sostiene che la tradizione orale di Hadugato che Vitichindo registra contiene un'esibizione della regalità sacrale, con Hadugato adorato come un dio. Qualifica il culto di tali leader del campo di battaglia come una deificazione "temporanea". Vede anche un significato pagano (una festa autunnale) nella data.
Clive Tolley ha sostenuto che Vitichindo in realtà sta descrivendo un Irminsul ad hoc (pilastro sacro) piuttosto che un vero altare. Sostiene che il passaggio un po' confuso di Vitichindo indica che il vero nome dell' "altare" era Hirmin (che lo storico sassone definisce come Ermes) e la sua forma era quella di un pilastro.

## Nome
Il nome Hadugato (come in Adamo di Brema), Hadugoto (come nella Translatio), Hatugato (come in Frutolf) o Hathagat (come in Vitichindo) è conservato solo in fonti scritte secoli dopo la sua vita. La forma Hathugast che appare in alcune opere moderne è etimologicamente errata.
Secondo Hauck, il nome probabilmente non è altro che un titolo onorifico ed Hathugaut, significa "Gaut della battaglia", in riferimento a Gaut, il leggendario antenato dei Geati e delle case reali dei Goti e dei Longobardi. Un nome simile, Sigegéat, che significa "Gaut della vittoria", è conservato nelle genealogie reali anglosassoni. Il nome "Gaut" stesso sarebbe solo un altro soprannome per Odino (Odinsheiti).
Hauck tratta la frase pater patrum di Vitichindo come una variazione di pater patriae (Padre della Patria). "Il casato più nobile rappresenta la tribù" e Vitichindo presenta chiaramente Hadugato come il più nobile. Secondo Hauck, Vitichindo presenta Hadugato come l'antenato dei Liudolfingi/Ottoniani, la dinastia al potere della Sassonia ai suoi tempi, senza presentare una vera genealogia.
Le conclusioni di Hauck non sono universalmente accettate, poiché la connessione del nome Gaut a Odino deriva solo dalle successive saghe norrene. Senza fonti scritte centinaia di anni dopo i primi resoconti di Hadugato, nessun significato divino sarebbe attaccato al suffisso -gat (o) nel suo nome. Senza queste fonti successive, questi nomi sarebbero rimasti "vuoti e inosservati" nelle parole di Eva Picard.